# Hadi Aghili
Seyed Hadi Aghili Anvar est un footballeur international iranien, né le 15 janvier 1981 à Téhéran. Il évolue au Sepahan Ispahan et compte 42 sélections pour 4 buts marqués avec l'équipe d'Iran depuis 2006.